# شباب في عاصفة (فلم)
شباب في عاصفة هو فيلم مصري من إنتاج عام 1971، بطولة نيللي ويوسف شعبان ونور الشريف، الفيلم قصة وسيناريو وحوار سعد الدين وهبة وإخراج عادل صادق.

## قصة الفيلم
سميرة من أسرة محافظة متوسطة الحال، تقوم بالعمل في إحدى الشركات لمعاونة أسرتها وأبيها المحال على المعاش، تحظى برضاء رؤسائها وزملائها في الشركة لما تتميز به من كفاءة في العمل، يجمعها مع زميلها مدحت علاقة حب بريئة، وهو يأمل أن يتمم هذا الحب بالزواج، ويحدث خاله فرج الله في هذا الأمر وهو رجل متزمت في تلك المسائل ، ولا يعلن الخطبة إلا بعد السؤال عن أسرتها ، يلجأ الخال إلى صديق له بشرطة الآداب، ويطلب منه الاستفسار والاستعلام عنها، يذهب ضابط الآداب إلى رئيس الشركة ويستقى معلوماته وبياناته المطلوبة، ويعظم اللغط في الشركة حول سلوك هذه الفتاة سميرة الذي جاء ضابط من شرطة الآداب يسأل عنها، يتطوع سعيد أفندى في كشف مهمة ضابط الآداب، ويدعي بالباطل بأنها فتاة لعوب ذات نشاط ليلي مريب، وتزداد الشائعات، ويتحول العمل إلى جحيم لا يطاق، ويتخلى عنها الجميع، بل تنتقل إلى فرع الشركة في قنا، تطاردها الشائعات هناك أيضا، وتعود إلى القاهرة لمحاولة إثبات أن المجتمع الذي تعيش فيه قد ظلمها.

## طاقم التمثيل
- نيللي: (سميرة)
- يوسف شعبان: (سعيد)
- نور الشريف: (مدحت)
- عادل إمام: (صالح)
- سهير رمزي: (وفاء)
- محمود المليجي: (رئيس مجلس الإدارة)
- توفيق الدقن: (عطية)
- زوزو ماضي: (والدة مدحت)
- عدلي كاسب: (خال مدحت)
- محمد خيري: (زميل سميرة)
- محمد نوح: (محمود)
- زكريا يوسف: (عبد الرؤوف)
- محمد شوقي: (جارحي)
- بوسي: (رشا)
- عبد المنعم بسيوني: (ضابط)
- تهاني راشد: (سهير)
- حامد مرسي: (عزيز)
- فتحية شاهين: (والدة سميرة)
- محمد صبيح: (سليم)
- إسكندر منسي: (رياض مدير فرع قنا)
- وسيلة حسين: (وداد)
- سعاد صبري: (السكرتيرة)

## فريق العمل
- إخراج: عادل صادق
- تأليف: سعد الدين وهبة
- إنتاج: إيمان فيلم (عادل صادق)
- توزيع: المؤسسة المصرية العامة للسينما
- مونتاج: فكري رستم
- مدير التصوير: عادل عبد العظيم

## وصلات خارجية
- مقالات تستعمل روابط فنية بلا صلة مع ويكي بيانات

- صفحة الفيلم على موقع السينما